# کوتا فوکاتسو
کوتا فوکاتسو (انگلیسی: Kota Fukatsu؛ زادهٔ ۱۰ اوت ۱۹۸۴) بازیکن فوتبال اهل ژاپن است.
از باشگاه‌هایی که در آن بازی کرده‌است می‌توان به باشگاه فوتبال توکیو وردی، باشگاه فوتبال ناگویا گرامپوس، و باشگاه فوتبال کاشیوا ریسول اشاره کرد.